# 壇城印
壇城印（梵文：mandala-mudra；藏文：dKyil-＇khor phyag-rgya），為藏傳佛教的象徵符號，此種手印代表為須彌山世界，體現出佛教的宇宙觀。在壇城供禮儀觀修中，廣泛的被使用，在儀式中結壇城印，表示將整個宇宙供奉給獲得圓滿的佛或大師。

## 手勢
雙手的無名指互相背靠，指尖向上，中指和小拇指要交叉或在掌心平面上交叉。再來將大拇指展開，穿過掌心，壓在小拇指的指尖上。食指則分別向後彎曲。壓在中指指尖上。

## 意義
兩根伸直的無名指代表須彌山，交叉的中指和小拇指代表環繞在須彌山的四大部洲，拇指和彎曲的食指代表環圍須彌山的浩瀚鹹海。在壇城供儀式中，修持者的念珠纏繞在掌心和直申的無名指上，代表著環繞於須彌山的七座金山和湖泊。